# بي. جاي ساندر
بي. جاي ساندر (بالإنجليزية: B. J. Sander)‏ هو لاعب كرة قدم أمريكية أمريكي، ولد في 29 يوليو 1980 في سينسيناتي في الولايات المتحدة.

## وصلات خارجية
- بي. جاي ساندر على موقع مرجع كرة القدم المحترفة.كوم (الإنجليزية)